# Angela K. Turner
Angela Kathleen Turner (* 25. Dezember 1954 in London) ist eine britische Ornithologin an der University of Nottingham. Ihr Hauptinteresse gilt den Schwalben.

## Leben
Turner studierte ab 1973 am Royal Holloway College in London, wo sie 1976 den Bachelor of Science in Zoologie und Botanik erlangte. 1981 wurde sie mit der Dissertation The Use of Time and Energy by Aerial-feeding Birds an der University of Stirling zum Ph.D. in Ornithologie promoviert. Hierfür studierte sie zwischen 1977 und 1980 das Nahrungsverhalten von Rauchschwalben und Uferschwalben in Zentral-Schottland. Von 1981 bis 1982 absolvierte sie ihre Post-Doc-Phase in Venezuela und Malaysia, wo sie Forschungen über das Verhalten und die Ökologie von Schwalben und Mauerseglern betrieb. Seit 1986 ist Turner Redaktionsleiterin bei der Zeitschrift Animal Behaviour der Association for the Study of Animal Behaviour. Sie schrieb Fachartikel für die Journale Bird Study, Ibis, Animal Behaviour und Journal of Animal Ecology, aber auch populärwissenschaftliche Beiträge für BBC Wildlife, Birds, British Birds oder The Guardian. Neben mehreren eigenen Büchern, darunter A Handbook to the Swallows and Martins of the World aus dem Jahr 1989, schrieb Turner Kapitel oder Abschnitte über Schwalben in den Werken The Illustrated Encyclopedia of Birds (1990) von Christopher M. Perrins, The Cambridge Encyclopedia of Ornithology (1991) von Michael Brooke und Tim Birkhead sowie im neunten Band des Handbook of the Birds of the World (2004).

## Schriften
- mit Felicity A. Huntingford: Animal Conflict, 1987
- mit Peter S. Maitland: Angling and Wild Life in Freshwaters: Proceedings of a Symposium Organized by the Scottish Freshwater Group and the British Ecological Society, University of Stirling, 30 October 1985 (ITE symposium), 1987
- mit Chris Rose: A Handbook to the Swallows and Martins of the World, 1989
- mit Pat Monaghan: Animal Behaviour Practicals, 1989
- mit Clio L. Barr, Helen Creighton, Roger Tippett: River pollution: A case study, 1989
- Hamlyin Species Guide: The Swallow, 1994
- mit Clare Deansley, Chris Papanicolaou: Badlands II, 1997
- The Barn Swallow, 2006
- Swallow, 2015